# Halmenus
Halmenus es un género de saltamontes de la subfamilia Cyrtacanthacridinae, familia Acrididae. Este género es endémico de las Islas Galápagos, Ecuador.

## Especies
Las siguientes especies pertenecen al género Halmenus:
- Halmenus choristopterus Snodgrass, 1902
- Halmenus cuspidatus Snodgrass, 1902
- Halmenus eschatus Hebard, 1920
- Halmenus robustus Scudder, 1893